# Ruslan Kostyšyn
Ruslan Volodymyrovyč Kostyšyn (in ucraino Руслан Володимирович Костишин?; Chmel'nyc'kyj, 8 gennaio 1977) è un allenatore di calcio ed ex calciatore ucraino, di ruolo centrocampista, tecnico del Kolos Kovalivka.

## Palmarès

### Allenatore

#### Competizioni nazionali
- Druha Liha: 1

Kolos Kovalivka: 2015-2016